# محسن هنداوی
محسن هنداوی (انگلیسی: Mohsen Hendawy؛ زادهٔ ۲۰ مارس ۱۹۸۱) بازیکن فوتبال اهل مصر بود.
از باشگاه‌هایی که در آن بازی کرده‌است می‌توان به باشگاه فوتبال سموحه اشاره کرد.
وی همچنین در تیم ملی فوتبال مصر بازی کرده‌است.